# شادان برزین
شادانِ برزین یا شادان پسرِ برزین، (قرن چهارم هجری) از اهالی طوس، و یکی از چهارتن دانایِ زرتشتی بود که با کمک یکدیگر شاه‌نامه‌ای منثور را با استفاده از داستان‌های قدیم ایران گردآوردی کردند. این شاهنامه، به شاهنامهٔ ابومنصوری معروف است و به دستورِ امیر ابومنصور محمد بن عبدالرزاق، فرمان‌روای آن‌زمانِ طوس نوشته شد.
امیر ابومنصور، به کارگزار خود، ابومنصور مَعمری دستور داد تا از دهقانان و فرزانگان آن زمان کسانی را بیاورد تا داستانِ شاهانِ قدیم ایران، از کیومرث تا یزدگرد سوم را در کتابی بنویسند.
بعدها این کتاب، یکی از منابع اصلی فردوسی برای به نظم درآوردنِ شاه‌نامه شد. فردوسی از شادان برزین در شاه‌نامه و در داستانِ برزویه پزشک و آوردن کلیله و دمنه از هندوستان نام می‌برد:
| نگاه کن که شادانِ‌برزین چه گفت |  | بدان گه که بگشاد رازِ نهفت |
| ز کار شهنشاه نوشین‌روان       |  | که نامش بماناد دایم جوان  |